# E80

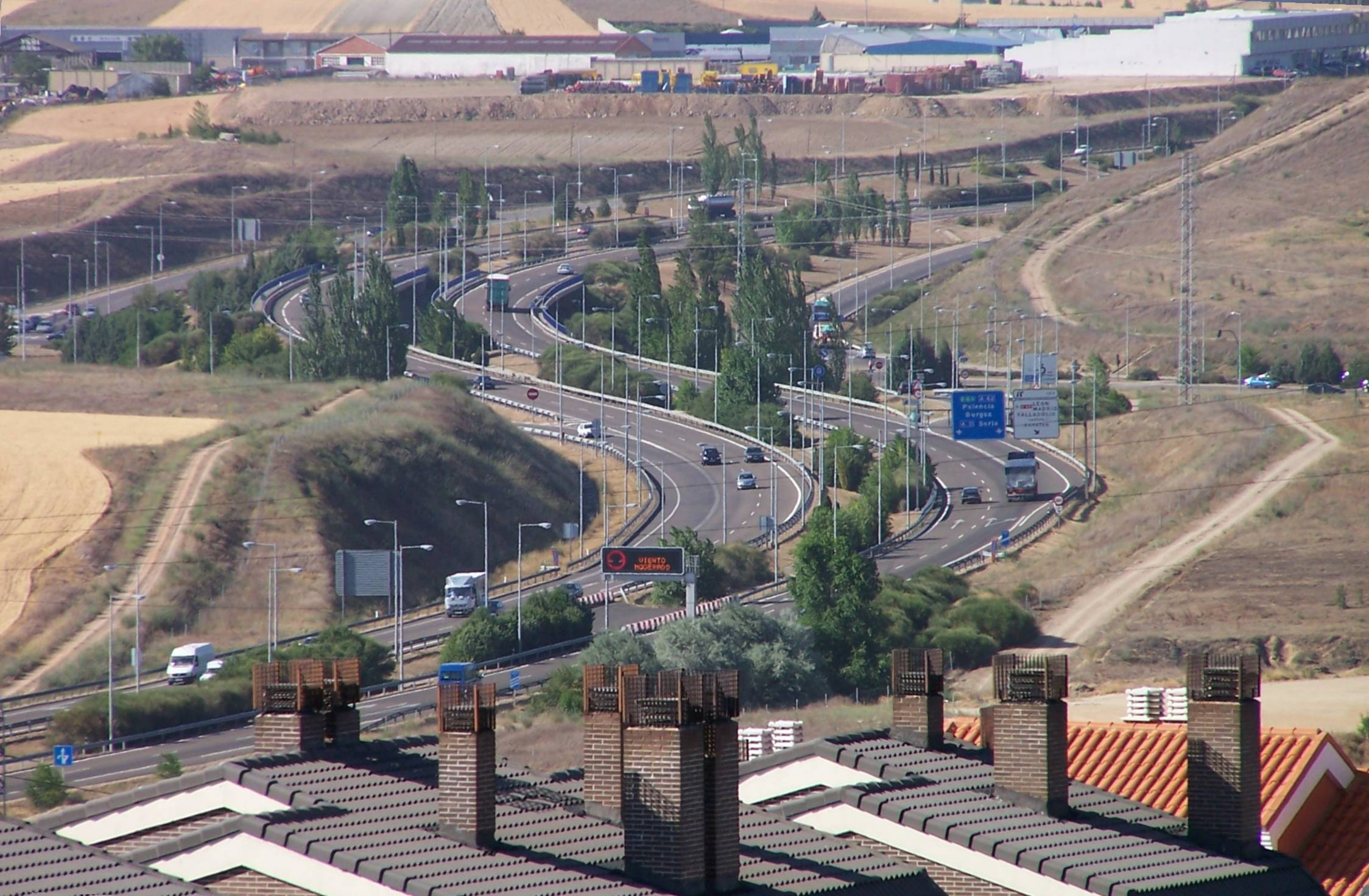
E80 vid Valladolid, Spanien.

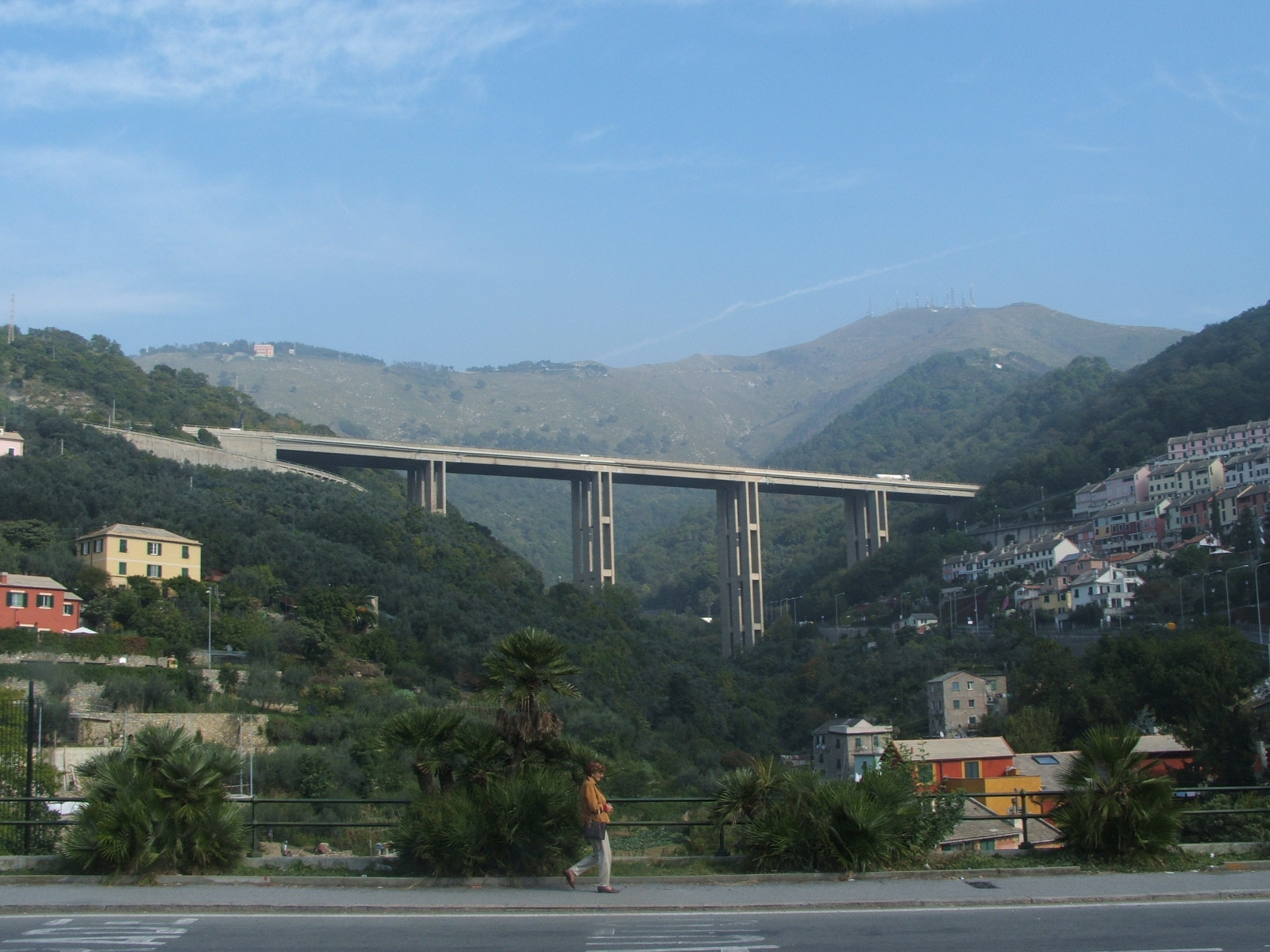
E80 på en bro öster om Genua.

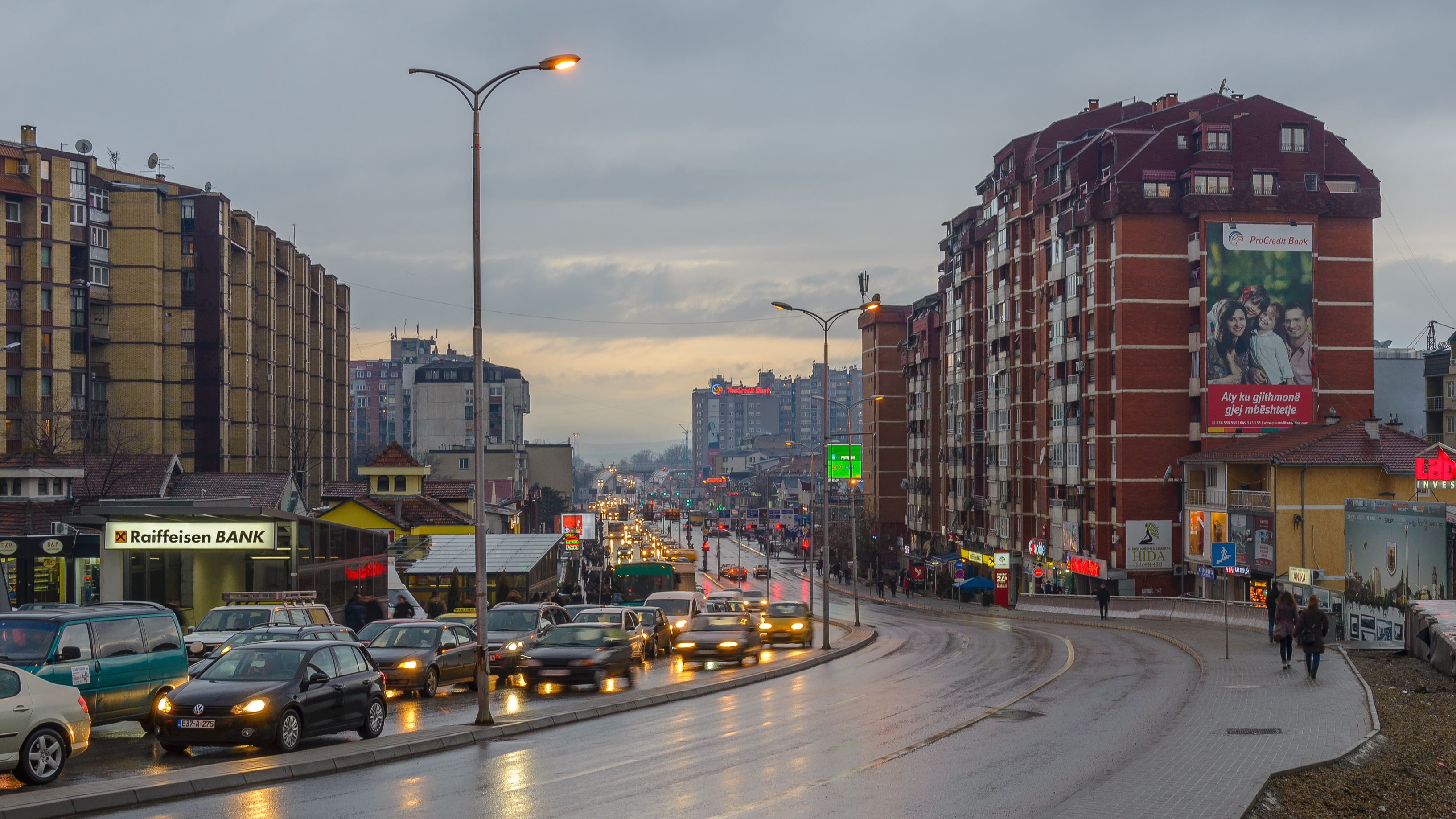
Bill Clintons boulevard är en del av E80:s sträckning genom Pristina.

E80 eller Europaväg 80 är en europaväg som börjar i Lissabon i Portugal, går genom Spanien, Frankrike, Italien, Kroatien, Montenegro, Kosovo,  Serbien, Bulgarien och slutar i Turkiet vid gränsen mot Iran nära Gürbulak.
Det är en av de allra längsta europavägarna, cirka 5 620 km, varav Lissabon-Pescara 2 810 km, Dubrovnik-Edirne 1 040 km och Edirne-Irans gräns 1 770 km. Längden inom Europa är 4 110 km.
Europavägar finns i hela Turkiet men inte i Iran, som inte ligger i Europa.

## Sträckning
Lissabon - Santarem - Coimbra - Aveiro (Albergaria) - Viseu - Guarda - (gräns Portugal-Spanien) - Salamanca - Valladolid - Burgos - San Sebastián - (gräns Spanien-Frankrike) - Bayonne - Pau - Toulouse - Narbonne - Nîmes - Aix-en-Provence - Nice - (gräns Frankrike-Italien) - Ventimiglia - Genua - Livorno - Grosseto - Rom - Pescara - (havsavbrott Italien-Kroatien) - Dubrovnik - (gräns Kroatien-Montenegro) - Petrovac na Moru - Podgorica - (gräns Montenegro-Serbien) - Ribarice - (gräns Serbien-Kosovo) Pristina - (gräns Kosovo-Serbien) - Niš - Dimitrovgrad - (gräns Serbien-Bulgarien) - Sofia - Plovdiv - Svilengrad - (gräns Bulgarien-Turkiet) - Edirne - Istanbul - İzmit - Gerede - Merzifon - Amasya - Refahiye - Erzincan - Askale - Erzurum - Gürbulak - (slutar vid gränsen Turkiet-Iran)

## Motorvägar
E80 är motorväg i Frankrike samt delvis i Portugal, Italien och Serbien. I övrigt är E80 landsväg.
Följande motorvägar utnyttjas:
| - A1 (motorväg, Portugal) - A-62 (motorväg, Spanien) - A64 (motorväg, Frankrike) - A61 (motorväg, Frankrike) - A9 (motorväg, Frankrike) - A8 (motorväg, Frankrike) |  | - A25 (motorväg, Italien) - A4 (motorväg, Serbien) - A6 (motorväg, Bulgarien) - A1 (motorväg, Bulgarien) - O3 (motorväg, Turkiet) - O4 (motorväg, Turkiet) |

## Färjor
E80 har en lucka över havet mellan Pescara i Italien och Dubrovnik i Kroatien. Det finns såvitt känt inte någon färja mellan dessa städer, utan man får utnyttja andra färjeförbindelser.

## Anslutande europavägar
| - E1 - E806 - E801 - E802 - E803 - E82 - E5 |  | - E804 - E70 - E7 - E72 - E9 - E11 - E15 |  | - E714 - E712 - E74 - E717 - E25 - E62 - E33 |  | - E76 - E78 - E45 - E55 - E65 - E851 - E762 |  | - E763 - E75 - E771 - E871 - E79 - E83 - E773 |  | - E85 - E87 - E84 - E881 - E89 - E95 - E88 |  | - E97 - E691 - E99 |